# Хронологија СФРЈ и СКЈ април 1972.
Хронолошки преглед важнијих догађаја везаних за друштвено-политичка дешавања у Социјалистичкој Федеративној Републици Југославији (СФРЈ) и деловање Савез комуниста Југославије (СКЈ), као и општа политичка, друштвена, спортска и културна дешавања која су се догодила у току април месеца 1972. године.
| ← март · Хронологија СФРЈ и СКЈ током 1972. године · мај → |

#### 1. април
- У Лондону умро Владо Поповић (1914—1972), револуционар, учесник Шпанског грађанског рата и Народноослободилачке борбе, друштвено-политички радник и дипломата, члан Председништва СКЈ и Савета федерације и носилац Ордена народног хероја. Сахрањен је у Алеји заслужних грађана на Новом гробљу у Београду.

#### 3. април
- У Новом Саду одржана седница Скупштине Социјалистичке Аутономне Покрајине Војводине, на којој је усвојен Друштвени план развоја Војводине од 1971. до 1975. године.

#### 4—8. април
- У посети Југославији боравила делегација Аустријског савеза синдиката, у којој су се налазили председник Извршног одбора Роберт Марш и секретар Већа синдиката западне Аустрије Џон Колеман. Током посете они су се водили разговоре о актуелним питањима са секретарима Већа Савеза синдиката Југославије - Марјаном Рожичем, Раифом Диздаревићем и Николом Шеготом, а посетили су и председника Већа ССЈ Душана Петровића Шанета. Ово је био први службени контакт између Аустријског савеза синдиката и Савеза синдиката Југославије.

#### 6—7. април
- У Загребу одржана конститутивна седница нове Републичке конференције Социјалистичког савеза радног народа Хрватске (ССРНХ), којој је присуствовало 106 делегата. На седници је усвојена програмска оријентација РК ССРНХ за 1972. и 1973. годину, која је била базирана на улози Социјалистичког савеза у спровођењу уставних амандмана и изабрано ново руководство - Председништво од 45 чланова, председник, секретар и тројица потпредседника. За председника РК ССРНХ изабран је др Иво Марган, а за секретара Перо Ђетелић.

#### 8—19. април
- У посети Народној Републици Кини боравила југословенска владина делегација, коју је предводио савезни секретар за спољну трговину Мухамед Хаџић. Током боравка у Кини он се сурео са председником Владе Чу Ен Лајем, замеником председника Владе Ли Хсен Ниеном и са министром спољне трговине Паи Шианга Куоаом. Током разговора две старне су се информисале о развоју и достигнућима привреде својих земаља и обострано је потврђен интерес за повећање трговинске размене.

#### 11. април
- На Брионима одржан састанак између председника Републике Јосипа Броза Тита и државно-партијског руководства Социјалистичке Републике Србије и покрајина, коју су сачињавали - председник Извршног већа СР Србије Миленко Бојанић, председник ЦК СК Србије Марко Никезић, председник ПК СК Војводине Мирко Чанадановић, председник ПК СК Косова Махмут Бакали, председник Скупштине града Београда Бранко Пешић, као и председник Републичке конференције ССРНС и Синдиката. Они су га информисали о актуелним друштвено-политичким питањима у СР Србији и о спровођењу закључака донетих на Другој конференцији СКЈ.
- На Брионима одржана 31 седница Председништва СКЈ на којој су усвојени закључци о остваривању резолуција Прве конференције СКЈ о аграрној политици. Радом седнице је председавао председник СКЈ Јосип Броз Тито.

#### 13—15. април
- У посети Социјалистичкој Републици Босни и Херцеговини боравила привредна делегација Народне Републике Кине. Током посете делегација је обишла привредно-индустријске и културно-историјске центре БиХ - Сарајево, Брчко, Зеницу, Травник, Мостар, Требиње, Бањалуку и Јајце.

#### 15. април
- На Иришком венцу, код споменика „Слобода“ кренула „Штафета младости“. Ношена хиљадама руку, кроз територију свих југословенских република она је до 25. маја, када је уручена Јосипу Брозу Титу на свечаној приредби тзв. „слету“ на стадиону „ЈНА“, прешла пут дуг преко 11.000 километара. Испраћају штафете присуствовало је око 10.000 грађана, а окупљенима се обартио Мирко Чанадановић, председник Покрајинског комитета Савеза комуниста Војводине.

#### 16—20. април
- У посети Арапској Републици Египат боравио савезни секретар за иностране послове Мирко Тепавац. Током боравка у Египту он је водио разговоре са министром иностраних послова Египта др Мурадом Галебом, на којима је разматрана ситуација на Блиском истоку и активности несврстаних земаља. Двојица министара истакла су захтев за повлачење Израела са окупираних арапских територија и потребу за обнављањем посредничке мисије Уједињених нација осудили израелске маневре усмерене ка ликвидацији Палестинске ослободилачке организације.

#### 17. април
- У Београду одржана седница Председништва Савезне конференције Социјалистичког савеза радног народа Југославије (ССРНЈ), на којој је Савезној скупштини упућен предлог да се председник Републике Јосип Броз Тито, поводом 80-ог рођендана поново одликује Орденом народног хероја.

#### 19. април
- У Сарајеву одржана свечана седница Академије наука и уметности Босне и Херцеговине (АНУБиХ) на којој је Едварду Кардељу уручена повеља почансог члана (за почасног члана АНУБиХ изабран је 29. априла 1971. године).

- У Загребу председник Републике Јосип Броз Тито посетио омладинску радну акцију на изградњи моста „Младости“ (мост је завршен 1974. године, а пројектовао га је Војислав Драганић).

#### 20. април
- У Загребу председник Републике Јосип Броз Тито водио разговоре са највишим друштвено-политичким руководством Социјалистичке Републике Хрватске, током којих је био исцрпно информисан - о актуелној политичкој ситуацији и деловању СКХ, о оспособљавању СКХ за извршавање задатака у друштвено-политичком и привредном развоју, о борби против национализма, као и о потреби ефикаснијих и одлучних акција против свих антисоцијалистичких снага и појава.
- У Загребу председник Републике Јосип Броз Тито одликовао др Владимира Бакарића Орденом југословенске велике звезде, поводом 60-ог рођендана и дугогодишњег револуционарног рада.

#### 20—21. април
- У Београду одржана седница Градске конференције Савеза комуниста Београда на којој се расправљало о развоју самоуправног друштвеног и привредног развоја државе и Београда. На седници је изабран нови Градски комитет од 39 и Секретаријат од 8 чланова.

#### 21—22. април
- Председник Републике Јосип Броз Тито посетио је Хрватско загорје и своје родно село Кумровец. Током посете Кумровеца, 21. априла, Тито је положио камен темељац за „Спомен дом бораца Народноослободилачког рата и омладине Југославије“ (дом је изграђен и свечано отворен 29. новембра 1974. године, а пројектовали су га Иван Филипчић и Берислав Шербетић). Следећег дана, 22. априла, Тито је посетио излетиште Тракошћан, као и места Иванец и Доњу Стубицу.

#### 22. април
- Отворена за посетиоце Ресавска пећина, која је откивена 1962. године у кречњачком брду Бабина Глава, у близини Деспотовца.

#### 23. април
- Председник Републике Јосип Броз Тито посетио Самобор.

#### 23. април—3. мај
- У посети Уједињеном Краљевству боравила делегација Социјалистичког савеза радног народа Југославије (ССРНЈ). Током посете Уједињеном Краљевству, делегацију ССРНЈ водила је разговоре са Харолдом Вилсоном, председником и Харијем Николасом генералним секретаром Лабурсистичке партије.

#### 24. април
- У Загребу председник Републике Јосип Броз Тито примио књижевника Мирослава Крлежу којег је одликовао Орденом братства и јединства са златним венцем. Одликовао га је за изузетне заслуге, за оснивање и дугогодишње руковођење радом Југословенског лексикографског завода, као и за стварање и издавање „Енциклопедије Југославије“. Истог дана Тито је Крлежи уручио и Орден републике са златним венцем, којим је одликовао Југословенски лексикографски завод.

#### 24—29. април
- У посети Народној Републици Мађарској боравила делегација Свезне скупштине, који је предводио потпредседник Савезне скупштине Густав Влахов. У току посете Мађарској делегација је водила разговоре са председником Скупштине НР Мађарске Анталом Апром о билатералним односима, економско-друштвеним кретањима у две земље и о актуелним међународним питањима.

#### 25. април
- Председник Републике Јосип Броз Тито посетио Зеницу и Бугојно, а потом се неколико дана задржао у Бугојну.

#### 25—28. април
- У посети Југославији боравила привредна делегација Републике Ирак, коју је предводио министар индустрије Таха ел Џазрави. Током посете они су у Савезном извршном већу водили разговоре током којих су упознати са дастигнућима и искуствима југословенске индустрије и технологије и могућностима даљег укључивања југословенских предузећа у изградњи инфраструктурних објеката у Ираку.

#### 25—27. април
- У Загребу одржана седница Градске конференције Савеза комуниста Загреба на којој се расправљало о активности СК Загреба у остваривању закључака 21 седнице Председништва СКЈ, 23 седнице ЦК СКХ и 7 седнице ГК СК Загреба. О појавама и носиоцима националистичког деловања и фракционашке активности у загребачкој организацији Савеза комуниста говорио је секретар Градског комитета Маринко Грујић.

#### 26—27. април
- У Београду одржана Четврта конференција Савеза комуниста Србије, којој је присуствовало 325 делегата. На Конференцији је разматран извештај о раду Централног комитета, Комисије за статутарна питања и Надзорног одбора између Треће и Четврте конференције; као и друштвени и економски положај радничке класе у СР Србији и усвајање закључака о томе.

#### 27. април
- Председник Републике Јосип Броз Тито посетио Шипово.